# OpenRefine
OpenRefine je open-source aplikace pro čištění a transformaci dat do jiných formátů, tato činnost se označuje jako data wrangling. Podobně jako tabulkové procesory dokáže zpracovávat formáty jako CSV, ale chová se spíše jako databáze.
Data jsou uložena v buňkách organizovaných do řádků a sloupců, podobně jako v tabulkách relačních databází. Jednotlivé projekty v OpenRefine se skládají z jedné tabulky, jejíž řádky lze filtrovat pomocí kritérií definovaných fasetami.

## Využití
- Čištění nepřehledných dat,[2] např. textový soubor s částečně strukturovanými daty lze převést na plně strukturovaná data
- Transformace dat, převod hodnot do jiných formátů
- Parsování dat z webových stránek[3]
- Import a úprava dat ve Wikidatech[4]

## Podporované formáty
Data je možno importovat z formátů:
- CSV, TSV
- Textový soubor s libovolným separátorem, příp. sloupci oddělenými konstantním počtem mezer
- XML
- RDF
- JSON
- Tabulky Google

Data je možné exportovat do formátů:
- CSV, TSV
- Microsoft Excel
- HTML tabulky
- Tabulky Google